# Поплавка (Житомирський район)
Попла́вка — село в Україні, у Житомирському районі Житомирської області. Населення становить 73 осіб.

## Історія
Село Пулинської волості Житомирського повіту Волинської губернії.